# Todesfall Peter Bergmann

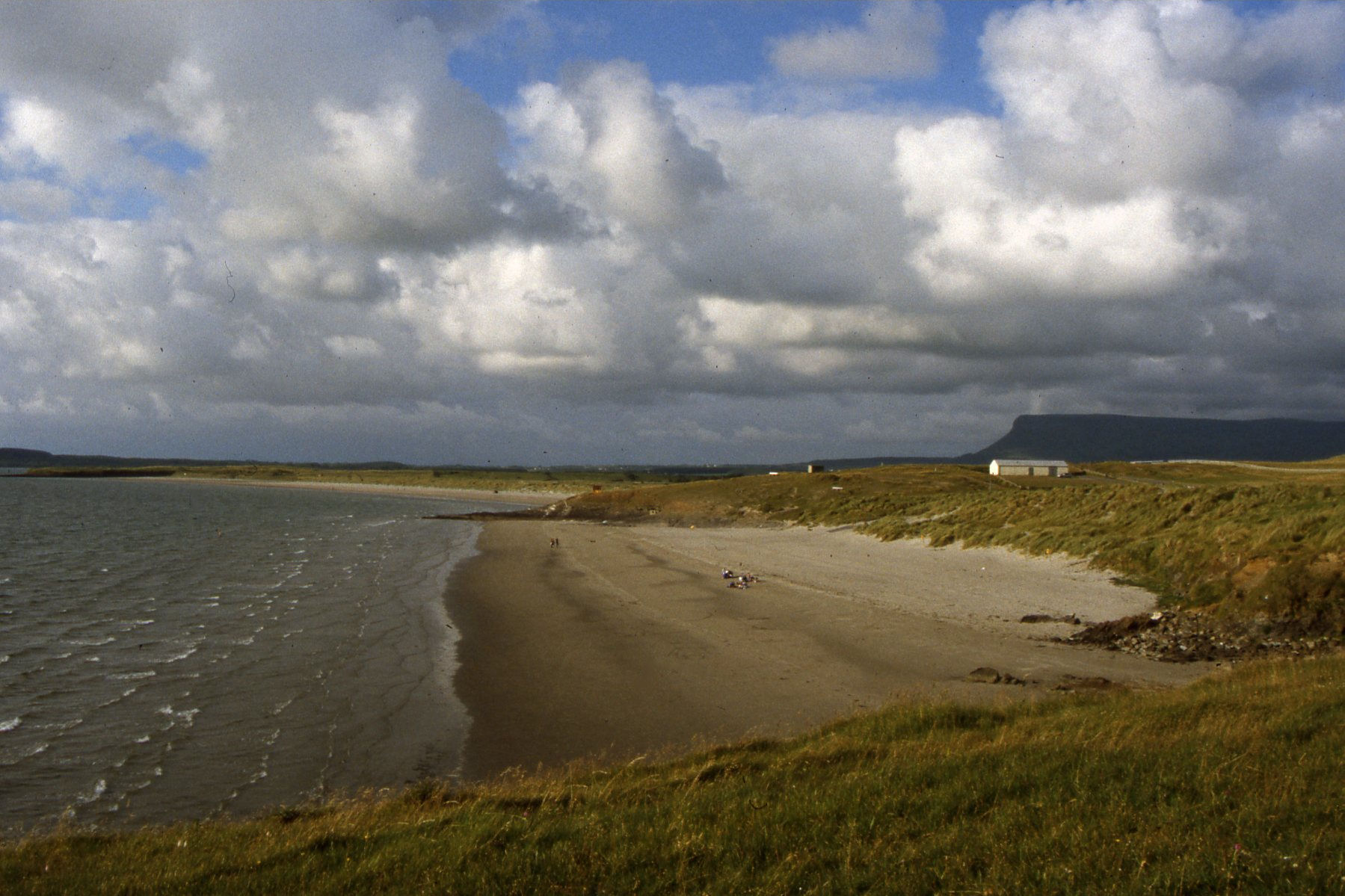
Rosses Point

Als Todesfall Peter Bergmann wurde der Todesfall eines Mannes bekannt, dessen Leichnam am 16. Juni 2009 am Strand des irischen Dorfes Rosses Point gefunden wurde. Seine wahre Identität konnte bis heute nicht geklärt werden, da er allem Anschein nach Wert darauf gelegt hat, nicht identifiziert zu werden. So trug er weder einen Ausweis noch sonstige Papiere bei sich. Seine Spur lässt sich lediglich bis zu einem Busbahnhof in Derry zurückverfolgen, wie er dorthin kam, ist unbekannt. In einem Hotel in Sligo bezog er ein Zimmer und gab den Namen Peter Bergmann und eine nicht existente Adresse an. 
2013 erschien unter dem Titel The Last Days of Peter Bergmann eine Kurzfilm-Dokumentation zu dem Fall.

## Personenbeschreibung
Das Alter des Mannes wird auf 55 bis 60 Jahre geschätzt, er war schlank und hatte kurzes gepflegtes graues Haar. Außerdem soll er mit deutschem Akzent gesprochen haben. Er trug eine schwarze Lederjacke der Marke C&A sowie eine blaue Hose der Größe 50, auch von dieser Marke. Seine Schuhe waren schwarz und hatten die Größe 44, zudem trug er noch einen schwarzen Ledergürtel, einen Pullunder der Größe M und blaue Wollsocken. Die Etiketten seiner Kleidung waren alle entfernt.
Er war 1,79 m groß, hatte eine helle Hautfarbe und blaue Augen mit dunklen Augenbrauen. Seine Zähne waren in gutem Zustand, erwähnenswert sind hierbei ein Goldzahn und eine silberne Füllung.

## Autopsie
Der Leichnam des unbekannten Mannes wurde am Strand des irischen Dorfes Rosses Point, welches zur Stadt Sligo gehört, gefunden. Die Todesursache konnte nicht eindeutig festgestellt werden, es wird aber ein Tod durch Herzstillstand vermutet. Die Autopsie ergab keine Anzeichen eines Morddelikts oder eines Todes durch Ertrinken, es konnte jedoch festgestellt werden, dass der Mann unter Prostatakrebs im fortgeschrittenen Stadium litt und Knochentumore hatte. Toxikologische Untersuchungen zeigten keine Spuren von Schmerzmitteln oder ähnlichen Wirkstoffen in seinem Körper. Außerdem hatte er nur noch eine Niere.

## Chronologie
Generell war auffällig, dass der Unbekannte das Hotel mehrmals am Tag mit einer lilafarbenen Tüte verließ, die bei seiner Rückkehr jeweils nicht mehr erkennbar war.
12. Juni (2009), Freitag: Der Mann befand sich zwischen 14:30 Uhr und 16:00 Uhr am Ulsterbus-Busbahnhof in Derry. Um 18:28 Uhr stieg er an der Haltestelle in Sligo aus. Bei sich trug er eine schwarze Umhängetasche und eine größere Tragetasche. Er nahm ein Taxi und ließ sich zum Sligo City Hotel fahren, wo er unter dem – wie sich nach seinem Tod herausstellen sollte – falschen Namen Peter Bergmann ein Zimmer für 65 € pro Nacht buchte. Als Adresse trug er Ainstettersn 15, 4472 Wien ein – eine Adresse, die gar nicht existiert. Der Rezeptionist erinnerte sich später, dass der Mann mit starkem deutschen Akzent sprach.
13. Juni, Samstag: Um 10:49:01 Uhr kaufte der Mann bei der Post in Sligo acht Briefmarken im Wert von jeweils 82 Cent und Luftpostaufkleber.
14. Juni, Sonntag: Zwischen 11:00 Uhr und 11:30 Uhr verließ der Mann das Sligo City Hotel, rief ein Taxi und fragte den Fahrer, wo es ein nettes, ruhiges Plätzchen am Strand gebe, an welchem er schwimmen könne. Der Taxifahrer empfahl ihm den Rosses Point und fuhr ihn dorthin. Der Mann kam später mit demselben Taxi zurück und stieg an der Busstation in Sligo aus.
15. Juni, Montag: Um 13:06 Uhr checkte er aus dem Hotel aus und übergab seinen Zimmerschlüssel der Rezeption. Er verließ das Hotel mit einer Umhängetasche, einer lilafarbenen Plastiktüte und einer dunkelfarbenen Tragetasche, die er bei seiner Ankunft in Sligo noch nicht hatte. Er ging bis zu der Busstation und überquerte hierbei die Quay Street und die Wine Street, bis er am Quayside Shopping Centre ankam, wo er für ein paar Minuten an einer Tür stehenblieb. Um 13:16 Uhr verließ er das Einkaufszentrum und ging wieder an der Wine Street entlang auf die Bushaltestelle zu, die drei Taschen hatte er immer noch bei sich. Um 13:38 Uhr bestellte er einen Cappuccino und ein Sandwich in einem nahen Imbiss. Während er seinen Toast aß, holte er einen Zettel hervor, schrieb etwas auf, zerriss diesen anschließend aber wieder. Um 14:20 Uhr bestieg er einen Bus und stieg am Rosses Point wieder aus. Am Strand wurde der Mann noch von 16 Personen gesehen.
16. Juni, Dienstag: Zwei Spaziergänger fanden um 6:45 Uhr den Leichnam des unbekannten Mannes am Strand. Um 8:10 Uhr erklärte die herbeigerufene Ärztin ihn für tot.

## Beerdigung
Nach einer fünfmonatigen Untersuchung wurde der Leichnam in Sligo beerdigt. Bei der Beerdigung waren vier irische Polizisten anwesend.

## Ermittlungen
Der französischen Tageszeitung Le Monde zufolge, die 2015 ein Interview mit der österreichischen Polizei zu dem Fall führte, sei diese nicht von der irischen Polizei kontaktiert worden. Le Monde berichtete außerdem, dass es für den Mann keinen Eintrag bei Interpol gebe, weder in der Kategorie „Vermisste Person“ noch bei „Gesuchte Person“. Sein Heimatland müsse ihn als vermisst melden, was bis dato nicht geschehen sei.